# Newportia patavina
Newportia patavina är en mångfotingart som beskrevs av Anatoly A. Schileyko och Minelli 1999. Newportia patavina ingår i släktet Newportia och familjen Scolopocryptopidae. Inga underarter finns listade i Catalogue of Life.